# Sam Hanks
Pour les articles homonymes, voir Hanks.
Sam Hanks était un pilote automobile d'IndyCar américain, né le 13 juillet 1914 à Colombus (Ohio, États-Unis) et mort le 27 juin 1994. 
Il commença à courir en catégorie 'midget' en 1936, avant d'aborder la catégorie Indycar en 1940. 
Il a notamment remporté les 500 miles d'Indianapolis en 1957, course au terme de laquelle il mettra fin à sa carrière sportive.